# تیری اوونارد
تیری اوونارد (انگلیسی: Thierry Uvenard؛ زادهٔ ۲۶ مارس ۱۹۶۴) بازیکن فوتبال اهل فرانسه است.
از باشگاه‌هایی که در آن بازی کرده‌است می‌توان به باشگاه فوتبال لو آور اشاره کرد.